# Liechtenstein na Letnich Igrzyskach Olimpijskich 1976
Liechtenstein na Letnich Igrzyskach Olimpijskich 1976 reprezentowało sześciu zawodników. Był to 8. start reprezentacji Liechtensteinu na igrzyskach.

## Skład kadry

### Judo
Mężczyźni
- Fritz Kaiser - waga średnia - 19. miejsce
- Paul Büchel - waga półciężka - 18. miejsce
- Hans-Jakob Schädler

waga ciężka - 17. miejsce
Kategoria Open - 16. miejsce

### Lekkoatletyka
- Günther Hasler

800 metrów - odpadł w eliminacjach
1500 metrów - odpadł w eliminacjach
Kobiety
- Helen Ritter

200 metrów - odpadła w eliminacjach
400 metrów - odpadła w eliminacjach
- Maria Ritter - 800 metrów - odpadła w eliminacjach